# Chwytnica lemurowata
Chwytnica lemurowata (Agalychnis lemur) – gatunek płaza bezogonowego z podrodziny Phyllomedusinae w rodzinie rzekotkowatych (Hylidae).

## Zasięg występowania
Gatunek ten występuje w Ameryce Centralnej – w Kostaryce i Panamie – oraz na niewielkim przyległym obszarze skrajnie zachodniej Kolumbii.

## Budowa ciała
Osiąga 6 cm długości. Tułów smukły, kończyny cienkie. Pierwsze palce odnóży tylnych, jak i przednich przeciwstawne do pozostałych, na końcach wszystkich palców występują słabo rozwinięte przylgi. Skóra gładka. Pysk tępo ścięty. Oczy bardzo duże, wystające, źrenice pionowe, eliptyczne.
Ubarwienie grzbietu jednolicie żółtozielone. brzuch, boki tułowia i boczne powierzchnie tylnych kończyn mają kolor różowy bądź rdzawy. Tęczówki oczu złociste z czarną obwódką.

## Biologia i ekologia

### Tryb życia
Występuje w lasach tropikalnych, w koronach drzew. Unika wody, do której nie wchodzi nawet w okresie godowym. Jest aktywna o zmierzchu i w nocy. 
Podobnie jak inne chwytnice porusza się bardzo powoli, w sposób łudząco przypominający kameleona. Przechodząc z jednej gałęzi na drugą wysuwa najpierw przednią kończynę, starając się, nieraz przez dłuższą chwilę, dosięgnąć gałęzi, a gdy się jej to uda, przenosi na nią najpierw tylną kończynę, a następnie całe ciało. Siedząc na gałęzi obejmuje ją przeciwstawnymi palcami, zaś w przypadku próby oderwania trzyma się jej niezwykle mocno. Na ziemi porusza się, unosząc ciało 1–2 cm nad jej powierzchnię. Skacze bardzo słabo.

### Odżywianie
Żywi się niewielkimi owadami.

### Rozród
Gody odbywają się w koronach drzew. Po skojarzeniu pary samica (z samcem na grzbiecie) wybiera zwisający nad wodą liść, a następnie, trzymając się gałęzi przednimi kończynami, tylnymi złącza jego brzegi, z udziałem samca, tworząc rodzaj tulejki lub torebki. Czasem łączy ze sobą dwa liście. Po złożeniu skrzeku do tak przytrzymywanego liścia jest on sklejany przez galaretowate osłonki jajowe. W miarę wypełniania się liścia jajami para przesuwa się ku górze. Jedna samica składa około 100 jaj, z reguły tworząc kilka takich gniazd. Komórki jajowe są duże i bogate w żółtko.
Inkubacja trwa bardzo krótko. Już trzeciego dnia u zarodków pojawiają się skrzela. Piątego dnia osiągają one około 10 mm długości i w tym stadium opuszczają osłonki jajowe, po czym wpadają wprost do wody, często przy pomocy spłukującego je deszczu. Kijanki mają przezroczyste ciało i duże, metalicznie błyszczące oczy. przeobrażenie następuje po kilku tygodniach.

## Status zagrożenia i ochrona
W Czerwonej księdze gatunków zagrożonych IUCN chwytnica lemurowata od 2004 roku klasyfikowana jest jako gatunek krytycznie zagrożony (CR, ang. Critically Endangered). Dawniej był to gatunek dość pospolity, ale większość jego populacji wyginęła i zasięg występowania znacznie się skurczył. Obecnie (2019) płaz ten spotykany jest jedynie na nielicznych izolowanych stanowiskach. Trend liczebności populacji jest spadkowy ze względu na utratę i degradację siedlisk oraz choroby. Nie jest znany status populacji kolumbijskiej; podczas badań w terenie w latach 2012–2016 znaleziono tam tylko dwa osobniki.
Gatunek ten od 2023 roku jest objęty załącznikiem II konwencji waszyngtońskiej (CITES) i aneksem B UE.